# 開角龍亞科
開角龍亞科又名角龍亞科，是角龍下目角龍科的一個亞科，角龍科的另一個亞科是尖角龍亞科。

## 特徵

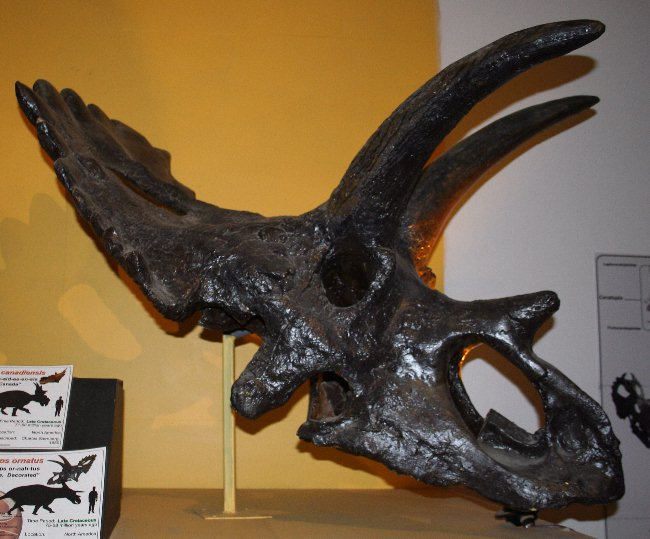
準角龍的頭骨。

開角龍亞科是群大型四足動物，前肢略彎，短於後肢。牠們的體型壯碩，四肢粗壯。頭骨後方的頭盾大，由頂骨、鱗狀骨構成，頭盾長度可相當於頭骨本身。喙骨與前齒骨構成長、狹窄的喙狀嘴。牠們具有多列的齒系，會不斷地生長、取代磨損的牙齒。
開角龍亞科與尖角龍亞科的最明顯差異在於頭盾與角的形狀。與尖角龍亞科相比，開角龍亞科的鼻角較短、額角較長、頭盾較長、頭盾具有大的洞孔。但是，三角龍的頭盾短，頭盾沒有洞孔。五角龍與牛角龍的頭盾可達2公尺長，是已知具有最大頭部的動物。頭盾周圍的頸盾緣骨突（Epoccipital）短小、或沒有，與尖角龍亞科不同。

## 地理分布
如同其他角龍科，開角龍亞科生存於白堊紀晚期的北美洲西部。化石發現於坎潘階與馬斯垂克階地層，年代為8,000萬到6,500萬年前。

## 歷史
開角龍亞科是在奧塞內爾·查利斯·馬什（Othniel Charles Marsh）在1888年建立。其名稱來自於角龍屬，但角龍的化石過於稀少，目前狀態為疑名。因此勞倫斯·賴博（Lawrence Lambe）在1915年建立開角龍亞科（Chasmosaurinae）以取代角龍科。三角龍的頭骨較短，產生分類學上的爭議，較晚期才被歸類於角龍亞科。